# (33796) 1999 TP37
1999 TP37 (asteroide 33796) é um asteroide da cintura principal. Possui uma excentricidade de 0.09403300 e uma inclinação de 8.31661º.
Este asteroide foi descoberto no dia 1 de outubro de 1999 por CSS em Catalina.